# Droits LGBT en Italie
Les droits des personnes lesbiennes, gays, bisexuelles et transgenres (LGBT) en Italie sont plus restreints que dans la plupart des pays d'Europe. Bien que l'homosexualité soit décriminalisée depuis le code pénal de 1889, la discrimination et la persécution ont existé tout au long du XXe siècle, notamment durant la période fasciste. Aujourd'hui, l'opinion publique italienne se montre de plus en plus ouverte envers les droits LGBT. Le changement de genre à l'état civil est légal depuis 1982 et l'union civile des couples homosexuels depuis 2016, mais le mariage et l'adoption n'existent pas et le recours à la gestation pour autrui est passible de prison.

## Historique de l'homosexualité dans la loi italienne

### De l'Italie pré-unifiée au code Zanardelli (1810-1890)
Dans la première moitié du XIXe siècle, avant l'unification de l'Italie, plusieurs États adoptent de nouveaux codes pénaux sur le modèle du code pénal français de 1810, qui ne prévoient pas de peine pour les personnes ayant des rapports homosexuels. C'est le cas dans le royaume des Deux-Siciles en 1819, dans le duché de Parme et Plaisance en 1820, dans le grand-duché de Toscane en 1853 et dans le duché de Modène et Reggio en 1855. 
En revanche les rapports homosexuels sont criminalisés dans plusieurs États : dans le royaume de Sardaigne, l'article 425 du code pénal savoyard (it) punit les actes « luxurieux contre-nature » de prison ou de travaux forcés pendant 10 ans ; dans le royaume de Lombardie-Vénétie, l'article 129 du code pénal de 1852 punit les actes « luxurieux avec des personnes du même sexe » de prison pendant 1 à 5 ans ; dans l'État pontifical, l'article 178 du Règlement sur les délits et les peines de 1832 punit les « coupables de délits consommés contre-nature » d'emprisonnement à vie.
Après la proclamation du royaume d'Italie en 1861, le code pénal savoyard est étendu au reste de la péninsule, avec quelques exceptions. Les relations entre personnes de même sexe sont illégales dans certaines zones du pays et légales dans d'autres : une série d'articles, dont l'article 425, ne s'appliquent pas aux provinces napolitaines de l'ancien royaume des Deux-Siciles. En outre, le code pénal toscan de 1853 (it), qui ne criminalise pas les rapports homosexuels, continue à être appliqué dans les anciens territoires du grand-duché de Toscane.
La situation est unifiée à l'adoption du code pénal italien de 1889, qui entre en vigueur le 1er janvier 1890 et s'applique à l'ensemble du territoire. Ce nouveau code, communément appelé « code Zanardelli », ne contient aucune mention d'« actes contre-nature » et décriminalise de fait les rapports entre personnes de même sexe, ce qui fait de l'Italie l'un des premiers pays européens à dédicer cette mesure,. Néanmoins cette décision n'est pas motivée par une attitude plus libérale envers les rapports homosexuels, mais par l'idée qu'il s'agit de « péchés qui doivent être sanctionnés par la religion et la conscience privée ». Bien que l'homosexualité ne soit pas un délit, la répression de ces comportements alors considérés comme « scandaleux » existe dans les faits,.

### Fascisme et code Rocco
Durant la période fasciste, il est prévu dans un premier temps que l'homosexualité devienne un délit : en 1927, le juriste Alfredo Rocco, chargé de rédiger le nouveau code pénal, prévoit de créer le « délit de relations homosexuelles » qui pourrait être puni de 6 mois à 3 ans de prison, ou de 1 à 5 ans si le coupable commet l'acte avec une personne de moins de 18 ans ou récidive,,. La création de ce délit est motivée par la volonté de préserver la race en interdisant les relations sexuelles non reproductrices. Mais l'homosexualité n'est finalement pas incluse dans la version finale du code Rocco, car elle ne serait « pas assez répandue en Italie pour nécessiter l'intervention du droit pénal » selon Rocco,,. Punir explicitement l'homosexualité revient à reconnaître qu'elle existe, ce qui n'est pas acceptable dans l'État fasciste et compromet l'image de l'homme nouveau.
Néanmoins, même en l'absence d'une répression pénale, les homosexuels subissent « une stratégie de dissimulation et de persécution » durant la période fasciste, qui a fortement alimenté les préjugés homophobes qui perdurent depuis en Italie. L'homosexualité va à l'encontre de l'idéal de l'homme nouveau, et l'homophobie comme la misogynie renforcent la supériorité des hommes fascistes. L'Église cherche elle aussi à réprimer les comportements homosexuels.
La discrimination au travail, l'internement psychiatrique ou sur des îles pénitentiaires constituent les principales mesures visant les homosexuels. On estime qu'entre 1938 et 1943 environ 300 personnes auraient été internées pour « pédérastie » et pour avoir « commis ou manifesté l'intention délibérée de commettre des actes visant à subvertir violemment les systèmes nationaux ». Ces internements visent principalement des hommes qui transgressent le modèle viril en adoptant des attitudes ou des comportements jugés féminins en public. Les lesbiennes sont quant à elles réprimées car elles ne remplissent pas leur rôle de « gardiennes du foyer ».

### De l'après-guerre auXXIesiècle

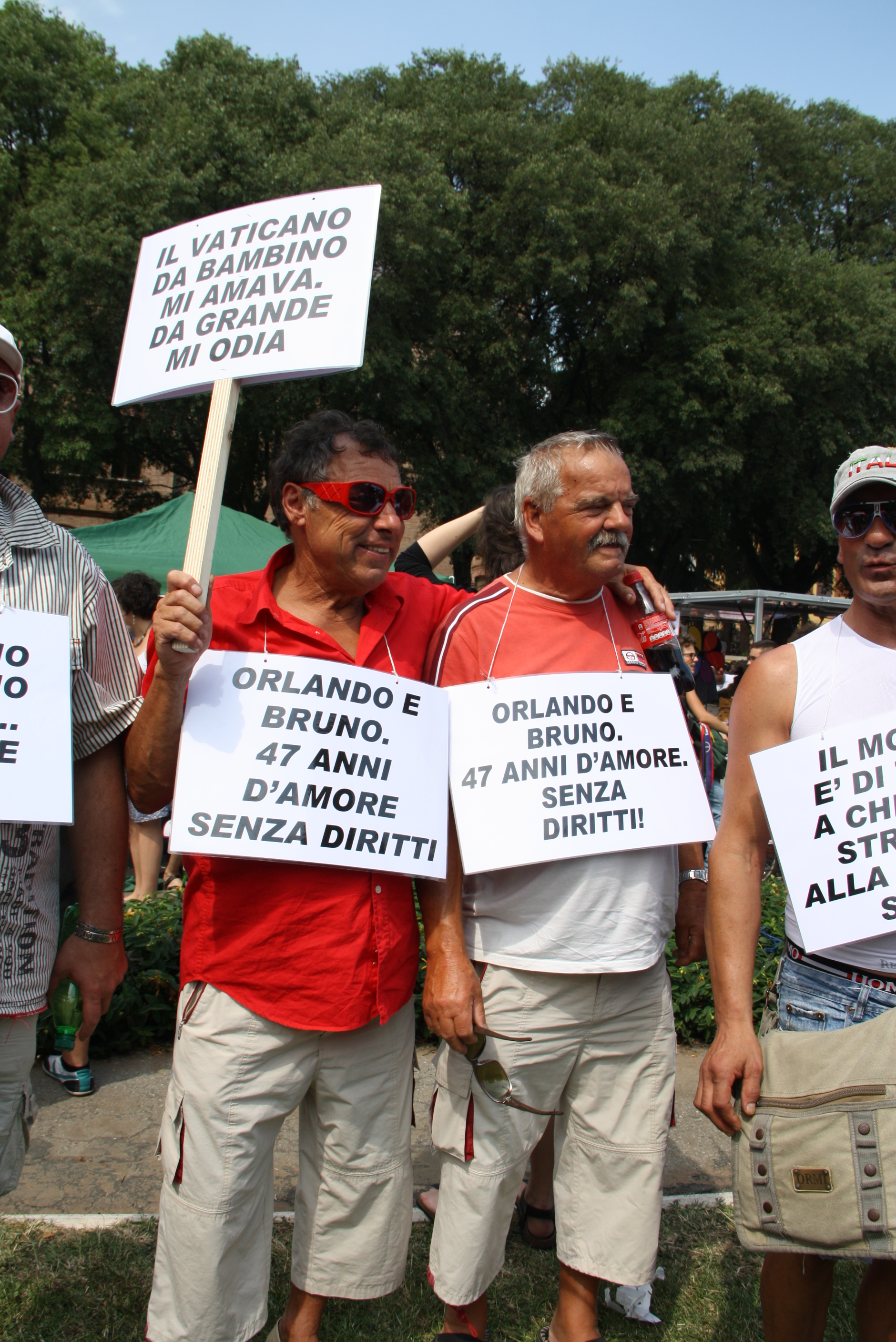
Deux participants à la Pride de Bologne en 2012, avec les messages : Le Vatican m'aimait quand j'étais petit, il me déteste maintenant que je suis grand et Orlando et Bruno, 47 ans d'amour, sans droits !.

Le code Rocco reste en vigueur dans les décennies qui suivent la Seconde Guerre mondiale. Le parti politique en place, la Démocratie chrétienne, ne considère pas l'homosexualité comme une question qui mérite d'être étudiée. Ainsi trois lois anti-homosexualité, proposées en 1960, 1961 et 1963 par le parti néofasciste Mouvement social italien et par un député du Parti social-démocrate italien, ne seront même pas discutées. La Démocratie chrétienne, de pair avec l'Église, ne souhaite pas que la question de l'homosexualité fasse trop de bruit et préfère compter sur les institutions religieuses plutôt que sur la loi pour réprimer l'homosexualité. Parler avec sympathie de l'homosexualité ou la défendre est alors considéré comme une « apologie », ce qui conduit parfois à des procès intentés par des catholiques.
La discrimination sur le lieu de travail fondée sur l'orientation sexuelle est interdite depuis le 9 juillet 2003, en application d'une directive de l'Union européenne.
L'opinion publique change et devient de plus en plus ouverte à l'homosexualité. Selon l'institut Eurispes (it), 50,9% des Italiens étaient favorables au mariage homosexuel en 2019, contre 61,3% en 2022. Concernant l'adoption par des couples de même sexe, 31,1% des Italiens y étaient favorables en 2019, contre 48,3% en 2022. En 2022, 37,6% des Italiens étaient favorables à l'autorisation du changement de genre sur auto-déclaration, même sans certificat médical, et 49,2% étaient favorables à la reconnaissance de la non-binarité. Néanmoins, dans les années 2010 et 2020 les agressions homophobes et transphobes sont encore fréquentes en Italie,. 

#### Loi autorisant le changement de genre à l'état civil (1982)
En 1982, à la suite de la mobilisation de l'association Fuori!, du Movimento Identità Trans et du Parti radical qui sensibilise l'opinion publique sur la transidentité, la législation change. La loi du 14 avril 1982, n°164, reconnaît la transition de genre. L'article 1 stipule :
« La rettificazione si fa in forza di sentenza del tribunale passata in giudicato che attribuisca ad una persona sesso diverso da quello enunciato nell'atto di nascita a seguito di intervenute modificazioni dei suoi caratteri sessuali. »
— Loi du 14 avril 1982, n° 164
        
« La rectification est effectuée en vertu d'une décision judiciaire définitive qui attribue à une personne un sexe différent de celui indiqué dans l'acte de naissance suite à des modifications de ses caractéristiques sexuelles. »
Suivant l'article 3 de la loi, une opération chirurgicale de réassignation sexuelle n'est pas nécessaire pour changer de genre à l'état civil. 

#### Loi autorisant l'union civile pour les couples homosexuels (2016)

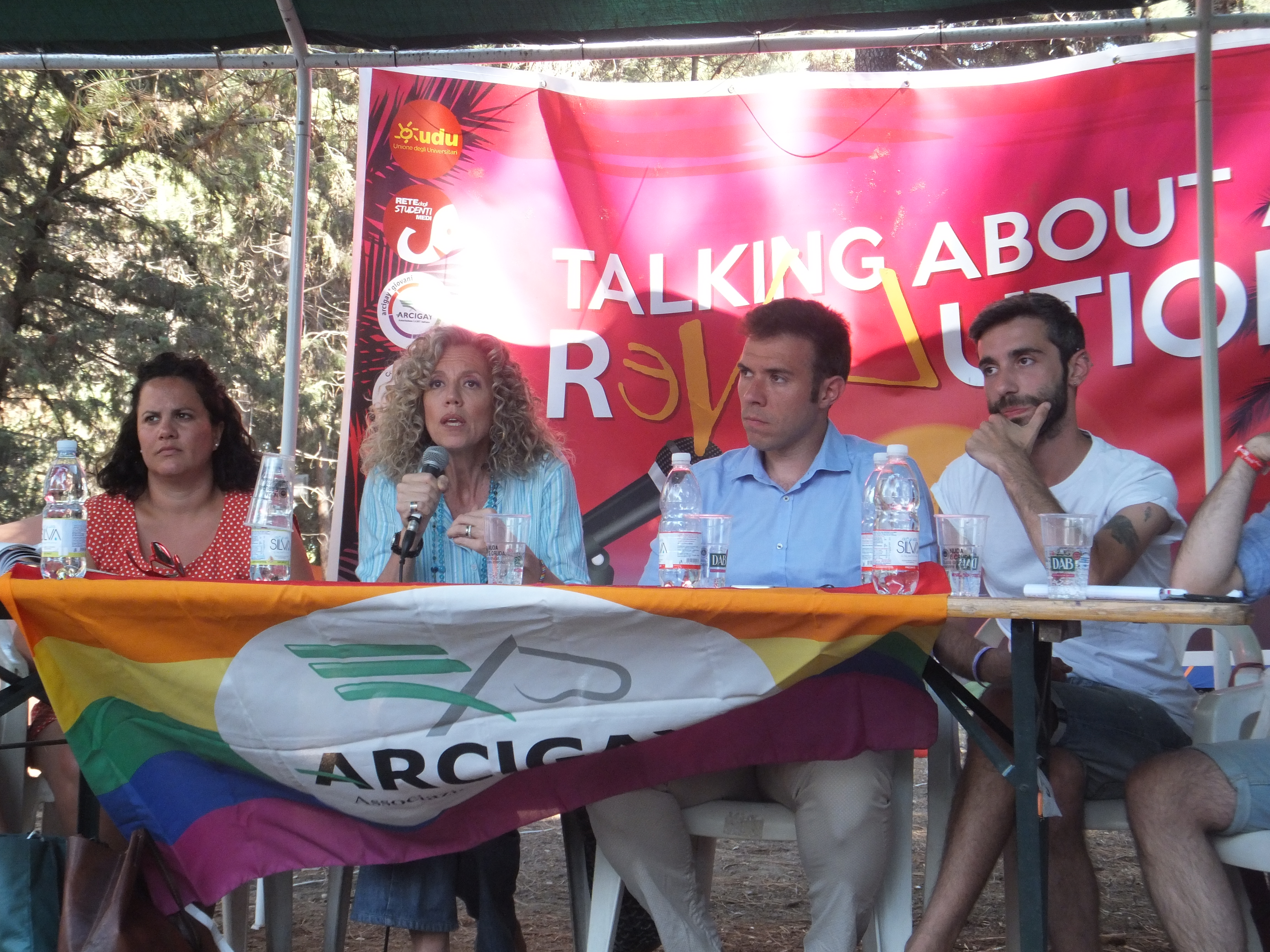
La sénatrice Monica Cirinnà prend la parole au Revolution Camp 2016, en compagnie de représentants d'Arcigay.

En 2016, la sénatrice du Parti démocrate Monica Cirinnà propose une loi pour autoriser l'union civile en Italie des couples homosexuels, qui est communément appelée « loi Cirinnà ». Cette loi entre en vigueur le 5 juin 2016, ce qui fait de l'Italie l'un des derniers pays d'Europe à autoriser ce type d'union,,. Elle permet aux couples homosexuels de former une union reconnue par la loi, mais pas d'adopter des enfants, sauf au cas par cas lorsqu'une personne souhaite adopter les enfants de son conjoint. En 2021, après que la Suisse a adopté une loi autorisant le mariage des couples homosexuels, la sénatrice Cirinnà réagit en regrettant que l'Italie soit « désormais l'unique pays d'Europe de l'Ouest à être resté en retard ». 
En 2017, la Cour européenne des droits de l'homme rend un arrêt contre l'Italie (Orlandi et autres c. Italie)
dans lequel elle retient une violation de l'article 8 de la convention à la suite d'un refus de l'Italie de reconnaître un mariage homosexuel ayant eu lieu dans un autre pays. En 2024, le mariage pour les couples homosexuels n'existe pas en Italie.

#### Oppositions à l'homoparentalité
Il n'existe aucune reconnaissance de l'homoparentalité en Italie. Seul le parent biologique d'un enfant est reconnu et les couples homosexuels sont contraints d'entamer une longue procédure d'adoption pour le deuxième parent. Lors de sa campagne électorale en 2022, Giorgia Meloni présente sa volonté de lutter contre l'adoption d'enfants par des couples homosexuels.
La gestation pour autrui (GPA) est illégale en Italie depuis 2004 et passible de trois mois à deux ans de prison et d'une amende allant de 600 000 à un million d'euros. En 2024, le gouvernement de Giorgia Meloni étend cette interdiction aux couples ayant recours à une GPA à l'étranger, qui pourront être poursuivis judiciairement à leur retour en Italie.